# 长羽盗龙属
長羽盜龍屬是生存於白堊紀前期的馳龍科恐龍，可能和西爪龍並列為最大型的小盜龍類（不考慮分類地位存疑的天宇盜龍），化石發現於中國遼寧省西部的義縣組地層，是已知最大型的「四翼恐龍」，具有頗長的足羽和尾羽，其中尾羽最長超過 29 公分，是迄今發現尾羽最長的非鳥恐龍。

## 特徵描述
目前對長羽盜龍的認識都來自唯一一具化石，即正模標本（編號 HG B016）。由南非開普敦大學對其分析顯示，該個體已經完全成年，且至少已滿五歲。由測量得知正模標本個體全長（由吻部前端至尾羽末端）達 1.32 公尺，前翅翼展長約 1.15 公尺，臀高 33 公分，體重估計有 2 至 4 公斤，整體體型和現今的火雞相去不遠，但在歷來發現的所有「四翼恐龍」中卻是最大的，甚至比過去所發現最大的小盜龍類個體還大了至少 60%。
保存良好的正模標本顯示，長羽盜龍和其他小盜龍類一樣，全身都長有羽毛，且前後肢上的羽毛已經發達到形成翅膀，足以提供飛行功能。特別長的尾羽是長羽盜龍最顯著的特徵，尤其是保存下來的中央尾羽對，全長經測量達 29.27 公分，是迄今所有非鳥恐龍中羽毛最長的。綜觀中生代，只有孔子鳥的尾羽比長羽盜龍還要長，而這對尾羽的末端明顯缺失，顯示長羽盜龍的尾羽長度可能更長，甚至可能成為中生代最長的羽毛。此外，保守估計，這對中央尾羽的長度超過長羽盜龍尾部長度的一半，相當於其體長（不考慮羽毛的身體長度）的 30%，相較之下，近親小盜龍的尾羽最長大約只有尾部長度的三分之一。

## 古生物學
和其他四翼恐龍一樣，長羽盜龍很可能也以飛行或滑翔的方式在樹林間移動。在空氣動力學上，具有細長尾羽的尾部有助於減緩下降時的速度，亦增加飛行時的穩定性，對於長羽盜龍這類體型相對較大的飛行動物而言，這點在安全著陸上至關重要，同時也大大提升攻擊獵物的準確度。

## 古生態學
長羽盜龍化石所位處的早白堊世義縣組地層屬於副熱帶或溫帶的氣候，夏季濕熱而冬季乾冷，為以銀杏和針葉樹為主的森林環境。該地層是熱河群的一部分，因其保存許多有羽毛恐龍的熱河生物群而聞名，絕大部分的小盜龍類即屬於該生物群。